# Техачапі (спіраль)

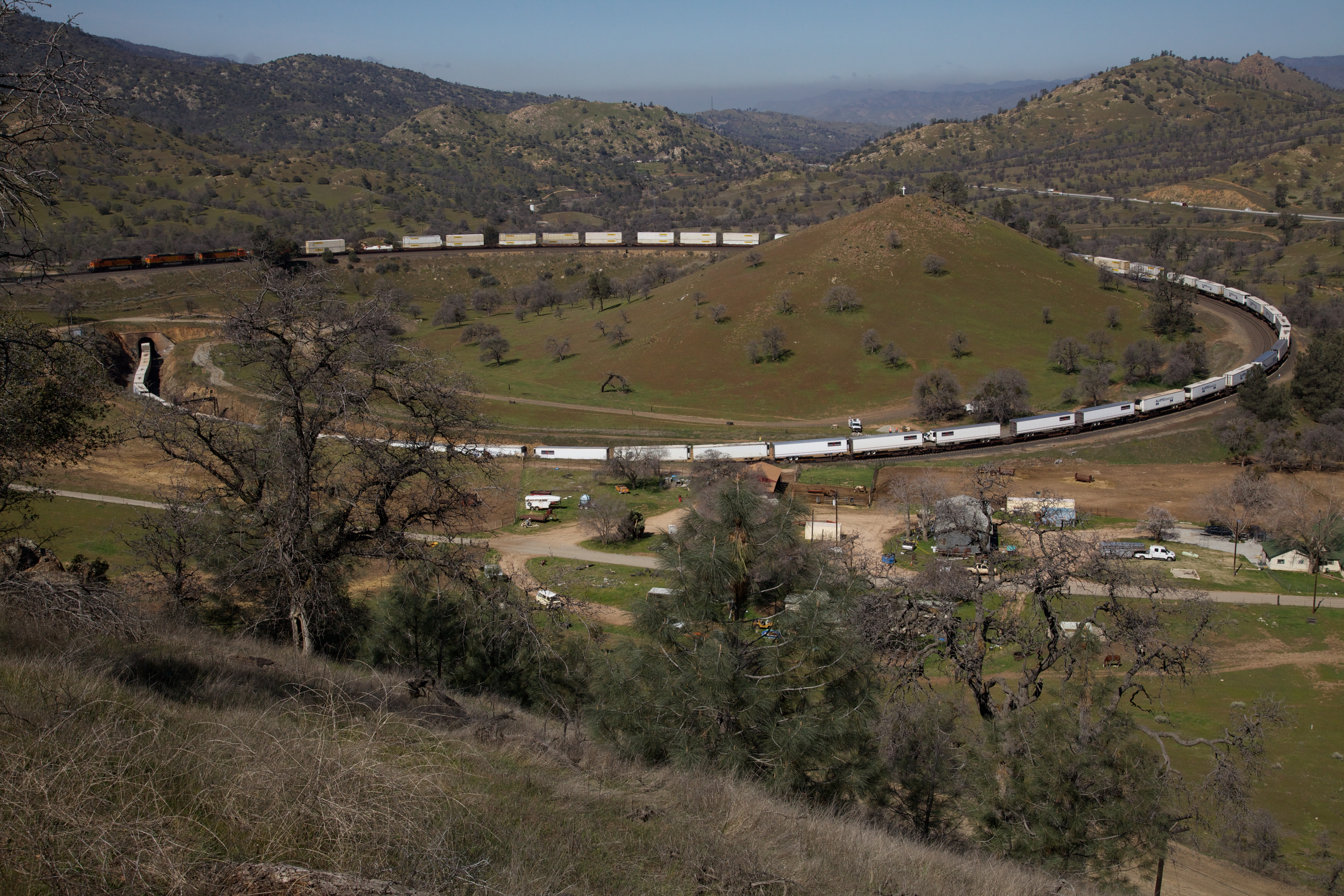
Поїзд BNSF на Петлі Техачапі у 2011 році з вагонами-платформами, завантаженими автомобільними причепами, а також контейнерами у два яруси

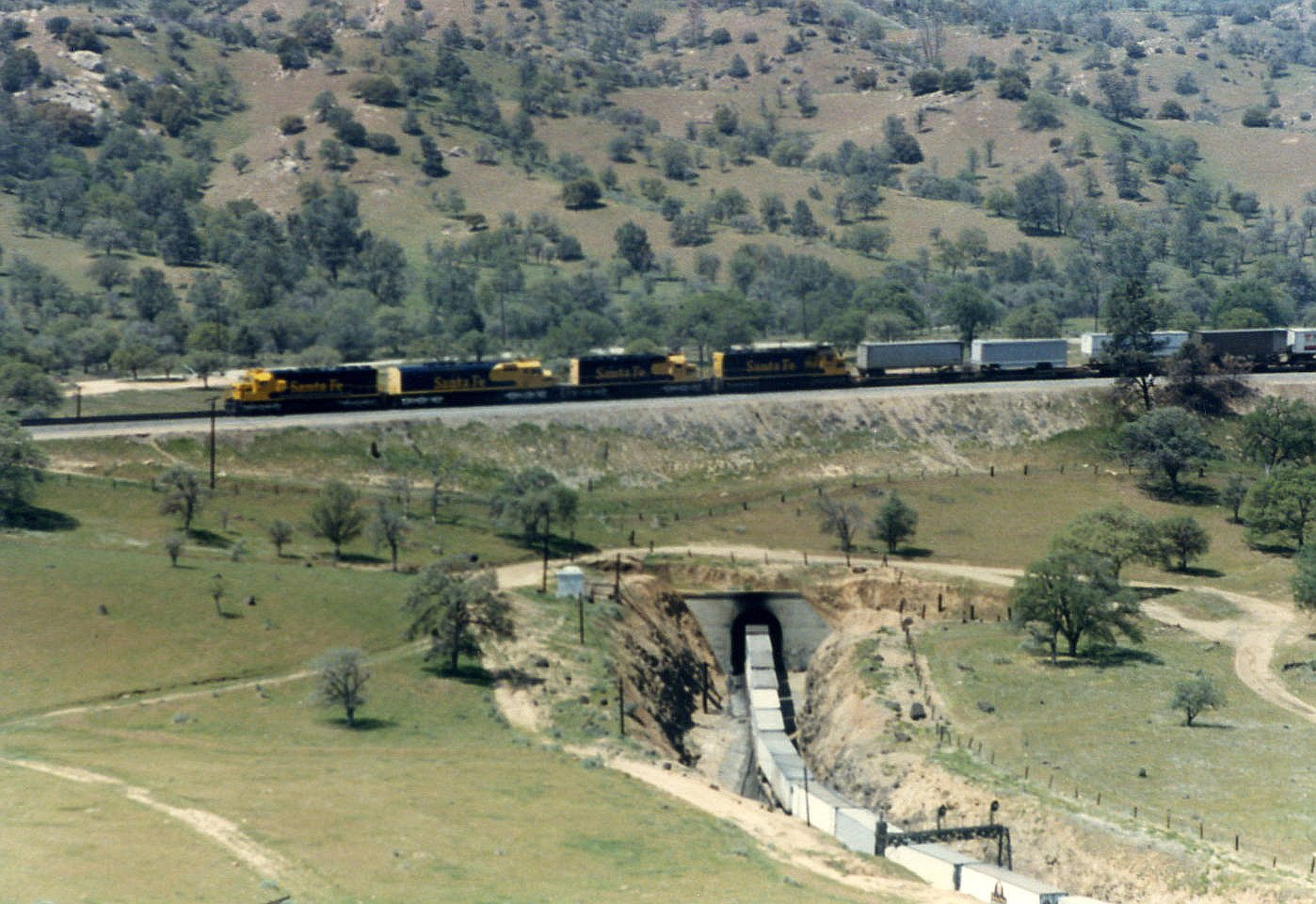
Поїзд Санта-Фе, що рухається на схід, проходить над собою на петлі в квітні 1987 року.

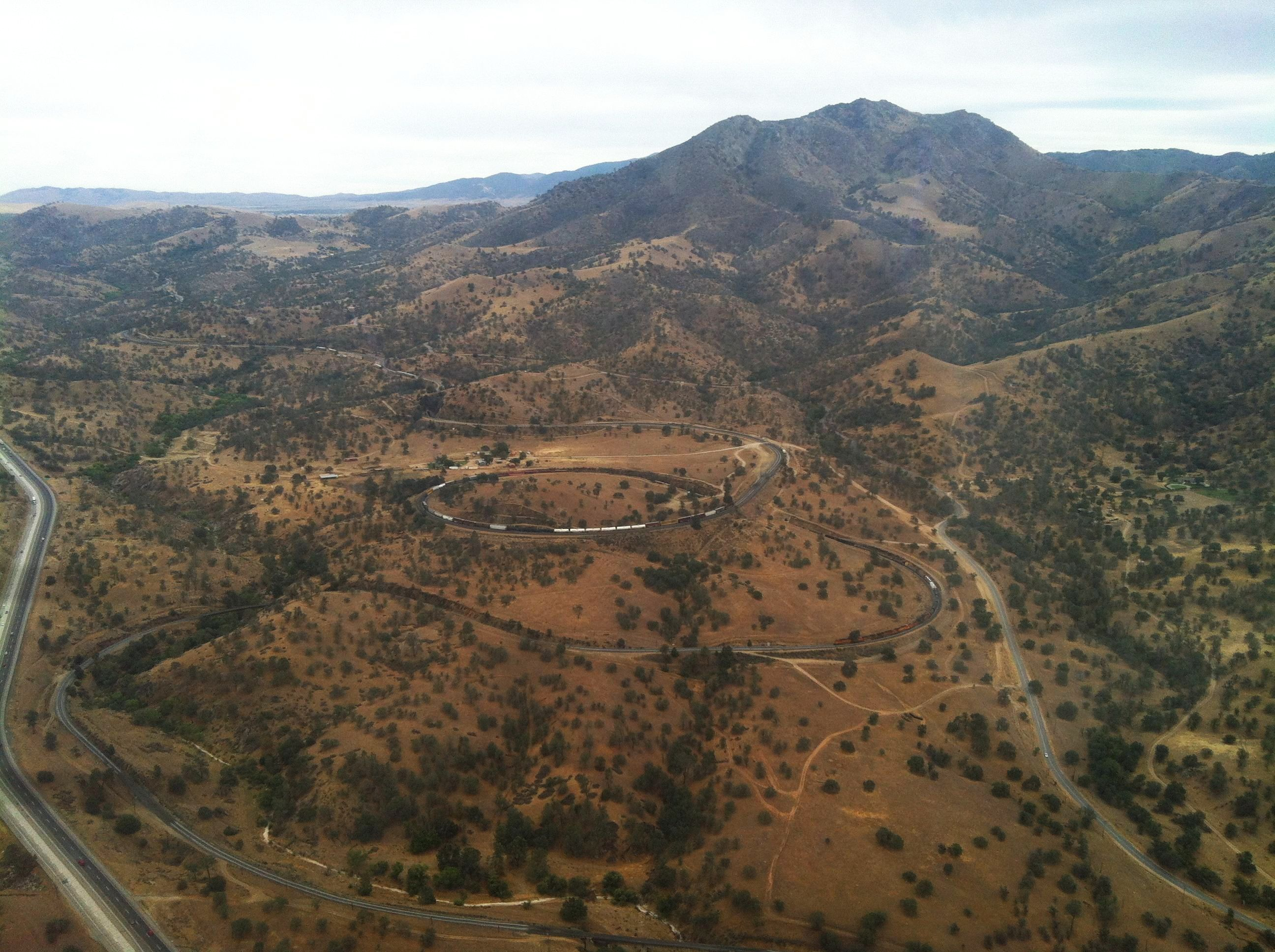
Краєвид з півночі, червень 2013 року.

Петля Техачапі — 1,17 кілометрова спіраль, на залізниці Union Pacific Railroad через перевал Техачапі, в горах Техачапі у окрузі Керн, Каліфорнія. Поєднує Бейкерсфілд у долини річки Сан Хоакін з містом Мохаве у пустелі Мохаве. 
Залізниця, якою проходить у середньому близько 40 поїздів щодобово, є однією з найжвавіших одноколійних магістралей у світі.
Завдяки інтенсивному руху і мальовничим краєвидам, петля є однією з найпривабливіших місць для фанатів залізниці. У 1998 році петля занесена в реєстр Національних пам'яток цивільного будівництва, а також до реєстру історичних пам'яток Каліфорнії № 508.

## Історія
Спіраль на залізниці Southern Pacific Transportation Company була побудована, за для полегшення подолання перевалу Техачапі. Будівництво почалося у 1874 році, і лінія була відкрита у 1876 році. Список авторів проекту включає Артур де Вінт Фут і головного інженера проекту, Вільяма Гуда. Будівництво цього відрізка колії стало одним з технічних подвигів свого часу.
Через стійкий похил у 2%, висота колії збільшується на 23 метра протягом петлі. Поїзд, який має довжину понад 1200 метрів, проходить над собою. У нижній частині петлі, лінія проходить через тунель №9 — дев'ятий тунель, побудований на залізниці з Бейкерсфілда.
На вершині пагорба у центрі петлі стоїть великий білий хрест в пам'ять про двох співробітників Southern Pacific Transportation Company, які загинули 12 травня 1989 року при аварії поїзда у Сан-Бернардіно, штат Каліфорнія.
У сусідньому місті Техачапі знаходиться залізничний музей.
Петля стала власністю Union Pacific у 1996 році, коли вона приєднала до себе Southern Pacific. Потяги BNSF Railway також використовують петлю на основі ходових прав (Trackage rights)

## Ресурси Інтернету
- Aerial video of 4000' train going uphill through the loop Nov 2015
- Trainweb.org: Tehachapi Loop - Map and Railfan Info
- Tehachapi Loop - A Brief History
- Tehachapi Loop Photos
- Photo Gallery of Tehachapi Loop shots
- HO Scale Model at the San Diego Model Railroad Museum
- Stay In The Loop - Tehachapi News & Entertainment
- Aerial video of BNSF train traversing Tehachapi Loop

35°12′03″ пн. ш. 118°32′13″ зх. д. / 35.20083° пн. ш. 118.53694° зх. д.